# Listă de pictori mexicani
Aceasta este o listă de pictori mexicani.

## A
- David Alfaro Siqueiros
- Dr. Atl

## B
- Arnold Belkin
- Arturo Garcia Bustos

## C
- Leonora Carrington
- José Clemente Orozco
- Olga Costa
- Miguel Covarrubias

## F
- Pedro Friedeberg

## G
- Byron Galvez
- Gunther Gerszo
- Mathias Goeritz
- Ilse Gradwohl

## H
- Saturnino Herrán
- Alejandro Honda

## K
- Frida Kahlo

## M
- Roberto Marquez
- Roberto Montenegro
- Maritza Morillas

## O
- Marco Antonio Montes de Oca
- Juan O'Gorman
- José Clemente Orozco

## P
- Wolfgang Paalen
- Leonardo Pereznieto

## R
- Arturo Rivera
- Diego Rivera
- Vladimir Rusakov

## S
- Juan Soriano
- Luciano Spano

## T
- Rufino Tamayo